# André Lalande
Pierre André Lalande (Dijon, 19 juli 1867 - Asnières-sur-Seine, 15 november, 1963) was een Frans wetenschapsfilosoof. Zijn naam is vooral verbonden met het werk Vocabulaire technique et critique de la philosophie (2 delen, 1927), die dan ook bij filosofen vaak bekendstond als 'de Lalande'. Dit werk gold lange tijd als standaardreferentie voor (wetenschaps)filosofische terminologie en verschafte Lalande internationale bekendheid. Lalande stelde het samen op basis van discussies die werden gevoerd aan de Société française de philosophie, die door Lalande, samen met Xavier Léon, was opgericht. Naast Henri Bergson was Lalande dan ook de bekendste Franse filosoof van zijn tijd.
Hij doceerde aan de Sorbonne en aan de universiteit van Caïro. Hij werd in 1922 tot lid van de Académie des sciences morales et politiques verkozen en in 1946 tot lid van de Académie royale des sciences.

## Filosofie
Lalande was in zijn denken een sterke voorvechter van het rationalisme, dat neerkwam op een vorm van positivisme en sciëntisme. Zo zet hij zich al vroeg af tegen Herbert Spencer: de (maatschappelijke) evolutie vertoont volgens Lalande niet een proces van toenemende heterogeniteit, maar juist andersom, namelijk van heterogeniteit naar meer homogeniteit. Lalande gebruikt hiervoor de term 'involutie' (involution) en denkt in de eerste plaats aan de wetenschappelijke successen die hij aan het werk ziet aan het begin van de 20e eeuw. Hij was voorstander van een soort unificatie van de hele mensheid onder de rede. In zijn Précis raisonné de morale pratique (1907) betrekt hij deze ideeën ook op het vlak van de moraal: Lalande geloofde dat het mogelijk was een moraal vast te leggen, die volledig losstaat van religie of ideologie. Lalande was daarnaast, samen met Louis Couturat, voorstander van de verspreiding van Ido.
In tegenstelling tot iemand als Léon Brunschvicg, die zich vooral beriep op wetenschapsgeschiedenis, focuste Lalande zich meer op een onderzoek naar de methodologie van de natuurwetenschappen. Dit is bijvoorbeeld duidelijk in Les Théories de l'induction et de l'expérimentation (1929).